# Дитиохромат(III) натрия
Дитиохрома́т(III) на́трия (дитиохроми́т на́трия, химическая формула — NaCrS2) — неорганический комплексный сульфид натрия и хрома.
При стандартных условиях, дитиохромат(III) натрия — это тёмно-серые кристаллы.

## Нахождение в природе
В природе встречается минерал касуэллсилверит — NaCrS2 с примесями Fe, Ca, Mg, Mn, Ti.

## Физические свойства
Дитиохромат(III) натрия образует тёмно-серые кристаллы
тригональной сингонии,
пространственная группа R 3m,
параметры ячейки a = 0,351 нм, c = 1,957 нм, Z = 3.

## Химические свойства
- Во влажном воздухе быстро темнеет и разлагается.